# Прва лига Републике Српске у фудбалу 2014/15.
Прва лига Републике Српске у фудбалу 2014/15. је била јубиларна двадесета по реду сезона Прве лиге Републике Српске у организацији Фудбалског савеза Републике Српске. Сезона је почела 18. августа 2014, док је последње коло одиграно 6. јуна 2015.
У сезони се, као и у претходној, такмичило 14 клубова. Због смањења лиге од наредне сезоне са 14 на 12 клубова, из Прве лиге испадају најмање 3 клуба (у случају да из Премијер лиге не испадне ни један клуб из РС), односно 4 (у случају да из Премијер лиге испадне један клуб из РС) или 5 (у случају да из Премијер лиге испадну два клуба из РС).

## Клубови
У овој сезони пет је нових клубова у Првој лиги су, Леотар и Рудар Приједор, који су испали из Премијер лиге БиХ, Власеница и Текстилац, побједници група "Исток" и "Запад" Друге лиге РС, те Крупа, побједник баража.
- ФК Власеница
- ФК Дрина ХЕ
- ФК Козара Градишка
- ФК Крупа
- ФК Леотар
- ФК Младост Гацко
- ФК Напредак Доњи Шепак
- ФК Подриње Јања
- ФК Пролетер Теслић
- ФК Рудар Приједор
- ФК Слобода Мркоњић Град
- ФК Слобода Нови Град
- ФК Сутјеска Фоча
- ФК Текстилац Дервента

## Коначна табела
| Плас. | Тим                 | ИГ | Д  | Н | ИЗ | ГД | ГП | ГР  | Бод |
| ----- | ------------------- | -- | -- | - | -- | -- | -- | --- | --- |
| 1     | Рудар Приједор (-6) | 25 | 15 | 5 | 5  | 31 | 13 | +18 | 44  |
| 2     | Крупа               | 26 | 12 | 7 | 7  | 34 | 25 | +9  | 43  |
| 3     | Леотар (-6)         | 25 | 15 | 3 | 7  | 29 | 21 | +8  | 42  |
| 4     | Козара              | 26 | 12 | 5 | 9  | 44 | 31 | +13 | 41  |
| 5     | Текстилац           | 26 | 11 | 8 | 7  | 23 | 18 | +5  | 41  |
| 6     | Сутјеска            | 26 | 11 | 6 | 9  | 30 | 29 | +1  | 39  |
| 7     | Слобода (НГ)        | 26 | 11 | 4 | 11 | 36 | 40 | -4  | 37  |
| 8     | Власеница           | 26 | 10 | 6 | 10 | 30 | 32 | -2  | 36  |
| 9     | Слобода (МГ)        | 26 | 10 | 3 | 13 | 28 | 34 | -6  | 33  |
| 10    | Дрина ХЕ (-1)       | 26 | 8  | 6 | 12 | 29 | 37 | -8  | 29  |
| 11    | Пролетер (-6)       | 25 | 9  | 4 | 12 | 32 | 35 | -3  | 25  |
| 12    | Подриње (-6)        | 25 | 7  | 9 | 9  | 21 | 20 | +1  | 24  |
| 13    | Младост             | 26 | 7  | 3 | 16 | 28 | 47 | -19 | 24  |
| 14    | Напредак            | 26 | 5  | 5 | 16 | 31 | 44 | -13 | 20  |

ИГ = Играо утакмица; Д = Добио; Н = Нерешио; ИЗ = Изгубио; ГД = Голова дао; ГП = Голова примио; ГР = Гол разлика ; Бод = Бодови
- Због намјештања двије утакмице посљедњег кола, Леотар – Подриње (0:1) и Пролетер – Рудар Приједор (1:0), Апелациона и Такмичарска комисија Фудбалског савеза РС је поменутним клубовима одузела по шест бодова. Такође, према Правилнику о фудбалским такмичењима поменутни сусрети региструју се као одиграни, постигнути резултати се не признају, а освојени бодови и постигнути голови се не уносе у табелу такмичења Прве лиге Републике Српске за текућу сезону 2014/15.[1]

| Првак Прве лиге Републике Српске |
| -------------------------------- |
| ФК Рудар Приједор 2. титула      |

## Листа стријелаца
| Поз. | Име и презиме   | Клуб          | Голова |
| ---- | --------------- | ------------- | ------ |
| 1    | Неђо Шука       | Дрина ХЕ      | 11     |
| 1    | Иван Нинић      | Напредак (ДШ) | 11     |
| 3    | Синиша Радоја   | Рудар П.      | 10     |
| 4    | Љубан Антонић   | Слобода (НГ)  | 9      |
| 5    | Рајко Ћеранић   | Младост (Г)   | 8      |
| 5    | Ведран Кантар   | Рудар П.      | 8      |
| 5    | Арнес Бркић     | Слобода (НГ)  | 8      |
| 5    | Дејан Дракул    | Сутјеска      | 8      |
| 5    | Немања Асановић | Текстилац     | 8      |